# Иван Сандански
Иван Сандански e български революционер, участник в Кресненско-Разложкото въстание.

## Биография
Иван Сандански е роден в махалата Шемето на село Влахи, Мелнишко. През Руско-турската война (1877 - 1878) се мести със семейството си в Горна Джумая. Става четник в четата на дядо Ильо Малешевски, а по време на Кресненско-Разложкото въстание e байрактар на чета. След въстанието се изселва заедно с по-голямата част от жителите на Горна Джумая в Дупница, която остава в новоосвободена България.
Женен e за Милка Санданска, дъщеря на поп Стойко Харизанов от Влахи и сестра на Спас Харизанов. Баща е на три деца - София (около 1856 - ?), Тодор (1864 - ?) и Яне Сандански (1872 - 1915).